# 吳俊霆
吳俊霆（Ng Chun-ting Elton，1978-） ，香港攀山愛好者，越野賽運動員及註冊物理治療師。吳自90年代活躍於攀山、越野及定向賽事，曾先後在世界各地賽事奪獎，攀登超過40個國家及地區的世界高峰
。吳為人所熟識始於2016年參與拍攝TVB無線電視節目《天與地》時成功登上全世界第8高的馬納斯盧峰，成為第二名登上該峰的香港人，吳於2017年，成為第7位香港人登上世界最高峰珠穆朗瑪峰，並為病人組織籌款和推廣器官捐贈。他於2018年完成 7 Summits，成為最年輕完成攀登的香港人。於2019年完成攀登世界七大洲十大高峰及成功完成300公里Petite Trotte à Léon (PTL) 賽的挑戰。在2020年12月31日至2021年1月3日，吳俊霆與隊友羅楚健為了激勵香港人砥礪前行對抗2019新型冠狀病毒（COVID-19）疫情，並替器官移植運動協會籌款，兩人齊於72小時之內完成全登香港100座最高峰的挑戰，創下當時已知的最快紀錄。

## 簡介
吳俊霆於香港新界元朗長大，幼喜戶外活動。中學時期入讀新界鄉議局元朗區中學，預科入讀元朗公立中學，於中三時參加了愛丁堡公爵計劃（現名：香港青年獎勵計劃）。
2000年完成香港理工大學物理治療學理學士課程及在廣州中醫藥大學修畢針灸學文憑，吳俊霆成為物理治療師。2014年，他將比賽經歷輯錄成為《由零到最遙遠的距離》一書。
2016年9月4日吳俊霆率領TVB連同三位藝員黃德斌、謝東閔、梁彥宗到尼泊爾一同挑戰世界第8高、海拔8163米的馬納斯盧峰。於9月30日，成功攀登馬納斯盧峰。整個攻頂過程被拍攝成為TVB的台慶鉅獻電視節目《天與地》，該節目為香港電視史上首次有人冒險於8000米以上的死亡地帶拍攝紀錄片。
2017年4月12日，再次率領兩位完成器官移植手術的康復病人，一同挑戰珠穆朗瑪峰基地營（5334米），並獲香港器官移植運動協會委任為「激勵再生大使」。除了為宣揚器官捐贈及推動接受過器官捐贈的受惠者做復康運動之外，亦為活動籌募經費。在珠峰底下完成了照顧兩位病人及拍攝工作後，吳俊霆於4月底嘗試攻頂，挑戰攀登珠穆朗瑪頂峰。
2018年6月5日下午4時，成功登上北美洲的最高峰迪那利峰（Denali），同時亦成為香港最年輕及第二位能夠完成世界七大洲八大頂峰的香港攀山家。他把七大洲八大頂峰的片段輯錄成《峰巔人生。因緣追夢》慈善電影，於2018年10月16日於香港香港理工大學賽馬會綜藝館播放。

## 公職及社會貢獻
除了其運動成就，他積極參與義工服務及慈善工作亦獲得廣泛認同。吳於2017年獲青年夢想實踐家協會嘉許為第四屆青年夢想實踐家，於2018年獲選為香港十大傑出青年，是第一位註冊物理治療師獲選傑青，並出任2019-2021年度傑出青年協會執委推動青年事務 。於2019年獲香港理工大學選為第十二屆傑出理大校友，並出任傑出理大校友協會榮譽董事和推動師友計劃。吳自1992年起經常到醫院當義工，並驅使他立志成為物理治療師及策劃很多病人組織的義務工作，於2020年獲義務工作發展局嘉許為第八屆香港傑出義工。
專業方面，吳於2000年修畢香港理工大學物理治療學理學士、香港理工大學運動物理治療學碩士後，獲取美國運動醫學學院運動專家資格及廣州中醫藥大學針灸學文憑。其於2006年創辦其個人物理治療集團並擔任行政總裁，於翌年成立慈善團體，旨在以物理治療醫學知識推動病人組織的慈善工作。吳曾擔任國家隊隨團物理治療師，及統籌大型運動賽事的物理治療支援，包括2009年第五屆東亞運動會。他為香港欖球總會、醫療輔助隊、香港物理治療學會運動物理治療專研組、醫院管理局及香港中文大學亞太區運動醫學及康復治療會議等提供教學。
2009年，獲英國愛丁堡皇家外科醫學院駐場創傷救援術證書，並成為香港欖球總會賽事醫療委員會核心成員。同年成為香港童軍總會考察團顧問及香港東亞運動會義務物理治療服務籌委。同年亦出任香港移植運動協會榮譽醫務顧問，擔任隨隊物理治療師與器官移植運動員出征世界移植運動會。隨隊期間他亦關注到社會上捐贈器官不足問題。2017年，成為器官移植運動協會「激勵再生大使」 及香港風濕病基金會「與風樂行大使」，推動市民認識器官捐贈和風濕病資訊，為他們舉辦籌款活動。
2017年獲青年夢想實踐家協會嘉許為第四屆青年夢想實踐家。 2019年獲香港理工大學選為第十二屆傑出理大校友。 2019-2021年間出任傑出青年協會執委，推動會務。 2020年獲義務工作發展局嘉許為第八屆香港傑出義工。

## 作品
- 2013年：客席登場《香港跑一圈：跑步熱線地圖》[53]
- 2014年：出版書籍《由零到最遙遠的距離》- 運動版圖出版社[19]
- 2017年：出版書籍《吳俊霆走過的天與地》- 經濟日報出版社（页面存档备份，存于）
- 2018年：出版書籍《峰巔人生。因緣追夢》 - 萬里機構出版[54]